# Moneglia (stacja kolejowa)
Moneglia (wł. stazione di Moneglia) – stacja kolejowa w Moneglia, w regionie Liguria, we Włoszech. Znajdują się tam 2 perony.